# مصعب بن سعد بن أبي وقاص
مصعب بن سعد بن أبي وقاص القرشي تابعي، وأحد رواة الحديث النبوي الثقات من أهل المدينة المنورة. كنيته أبو زرارة المدني، وهو والد زرارة بن مصعب، أمّه خَوْلَةُ بنت عمرو بن أوس، نزل الكوفة، وقد روى عن عليّ، وكان ثقةً كثير الحديث، وتوفّي بالكوفة سنة ثلاثٍ ومائة.

## روايته للحديث النبوي
- روى عن: أبيه سعد بن أبي وقاص، وصهيب بن سنان، وطلحة بن عبيد الله، وعبد الله بن عمر بن الخطاب، وعدي بن حاتم، وعكرمة بن أبي جهل، وعلي بن أبي طالب.[1]
- روى عنه: إسماعيل بن عبد الرحمن السدي، وابن أخيه إسماعيل بن محمد بن سعد بن أبي وقاص، والحكم بن عتيبة، والزبير بن عدي، وزياد بن فياض، وسفيان بن دينار التمار، وسماك بن حرب، وطلحة بن مصرف، وعاصم بن بهدلة وعبد الملك بن عمير، وعلي بن الأقمر، وعمرو بن مرة، وعيسى بن حطان، وغطيف بن أعين، ومجاهد بن جبر، وموسى الجهني وأبو إسحاق السبيعي، ووقدان أبو يعفور العبدي.[1]
- الجرح والتعديل: قال محمد بن سعد البغدادي: كان ثقة كثير الحديث، وذكره ابن حبان في كتاب الثقات، وقال أحمد بن عبد الله العجلي: ثقة، وكذلك وثّقه الذهبي وابن حجر العسقلاني، وروى له الجماعة.[3]